# Manari
Manari is een gemeente in de Braziliaanse deelstaat Pernambuco. De gemeente telt 18.097 inwoners (schatting 2009).
De gemeente grenst aan Ibimirim, Inajá en Itaíba.